# What I Am (Ayaka Hirahara)
What I Am é o décimo terceiro album da cantora japonesa Ayaka Hirahara, sendo o sétimo album de estúdio e o primeiro album de inéditas gravado, distribuido e lançado pela gravadora NAYUTAWAVE RECORDS, da Universal Music Japan. Foi lançado em duas versões, uma padrão e outra limitada. A versão limitada contém um DVD com os PVs dos dois singles do album.

## Faixas

### CD
| N.º | Título                                                                                            | Letras                                              | Música                                     | Duração |  |
| 1.  | "MADE OF STARS"                                                                                   | Nicolas Farmakalidis・aika・Ayaka Hirahara          | Nicolas Farmakalidis・aika                 | 3:37    |  |
| 2.  | "Precious Love"                                                                                   | Miss-art                                            | WolfJunk・Miss-art                         | 4:48    |  |
| 3.  | "Tsuki ni Terasa Rete ~Kotoba Yori mo Fukaku Omotteru~ (月に照らされて ~言葉よりも深く想ってる~)" | Akinori Dono                                        | Akinori Dono                               | 4:49    |  |
| 4.  | "Shine -Mirai e Kazasu Hi no You ni- (-未来へかざす火のように-)"                                  | Matsui Goro                                         | Yoko Kanno / Ayaka Hirahara                | 4:15    |  |
| 5.  | "Ai no Uta (あいのうた)"                                                                          | Ayaka Hirahara / Tanabe Ken                         | You Keigo                                  | 5:00    |  |
| 6.  | "You and I..."                                                                                    | Ayaka Hirahara                                      | ZETTON・FAST LANE & MATS LIE SKARE         | 3:40    |  |
| 7.  | "Tweet your love"                                                                                 | Nicolas Farmakalidis・aika & Krysta Youngs          | Nicolas Farmakalidis・aika & Krysta Youngs | 3:26    |  |
| 8.  | "Wedding Song"                                                                                    | Ayaka Hirahara                                      | Ayaka Hirahara                             | 3:53    |  |
| 9.  | "Piece of Love"                                                                                   | Matsui Goro                                         | Hoshino Junichi                            | 4:54    |  |
| 10. | "I Dreamed a Dream"                                                                               | Alain Boublil・Jean-Marc Natel and Herbert Kretzmer | Claude-Michel Schonberg                    | 3:50    |  |
| 11. | "Soredemo Anata wo Aishiteta (それでもあなたを愛してたも)"                                        | Ayaka Hirahara                                      | Sawada Kan                                 | 5:57    |  |
| 12. | "Tsubasa (翼)"                                                                                    | Matsui Goro                                         | Junichi Hoshino                            | 4:57    |  |
| 13. | "What I am -Mirai no Watashi he- (‒未来の私へ-)"                                                  | Ayaka Hirahara                                      | MARKIE                                     | 5:14    |  |

### DVD
1.Tsubasa
2. Shine -Mirai e Kazasu Hi no You ni-

## Ligação Externa
- «Página oficial da versão limitada»
- «Página oficial da versão padrão»